# Junkers J 1
Junkers J 1 – pierwszy na świecie całkowicie metalowy samolot. Konstruktorami maszyny zbudowanej w zakładach Junkersa byli inżynierowie Otto Mader i Hans Steudel.

## Historia
Do projektowania samolotu przystąpiono w 1914. Wybór materiału, z którego zrobiono samolot wziął się z dużego doświadczenia jakie miał Hugo Junkers z metalem, produkując w swoim przedsiębiorstwie Junkers und Co. w Dessau piece gazowe i kalorymetry. Do nowo budowanej maszyny przylgnął przydomek Blechesel (blaszany osiołek). 12 grudnia 1915 maszyna, za sterami której siedział porucznik Theodor von Mallinckrodt po raz pierwszy wzbiła się w powietrze w miejscowości Döberitz. Nie był to lot z prawdziwego zdarzenia, a bardziej wyskok na wysokość około 3 metrów nad ziemią. Kolejny, tym razem prawdziwy lot na wysokości około 80 metrów wykonał gefrajter Paul Arnold 18 stycznia 1916. Samolot charakteryzował się wyjątkowo dużą jak na tamte czasy prędkością maksymalną, 170 km/h. W ówczesnych samolotach średnia prędkość maksymalna wynosiła około 130 km/h. Jednak duża masa samolotu zmniejszała jego prędkość wznoszenia, wysokość 2000 metrów J 1 osiągał w 32 minuty. Drewniane, kryte płótnem samoloty myśliwskie wzlatywały na tę wysokość w przeciągu 10 minut (np. Fokker E.III liczył ok. 400 kg masy własnej). Było to zasadniczym powodem, dla którego władze wojskowe nie wyraziły zainteresowania konstrukcją Junkersa. Maszyna trafiła w 1926 do Deutsches Museum w Monachium, gdzie w 1944 została zniszczona podczas alianckiego bombardowania miasta.

## Konstrukcja

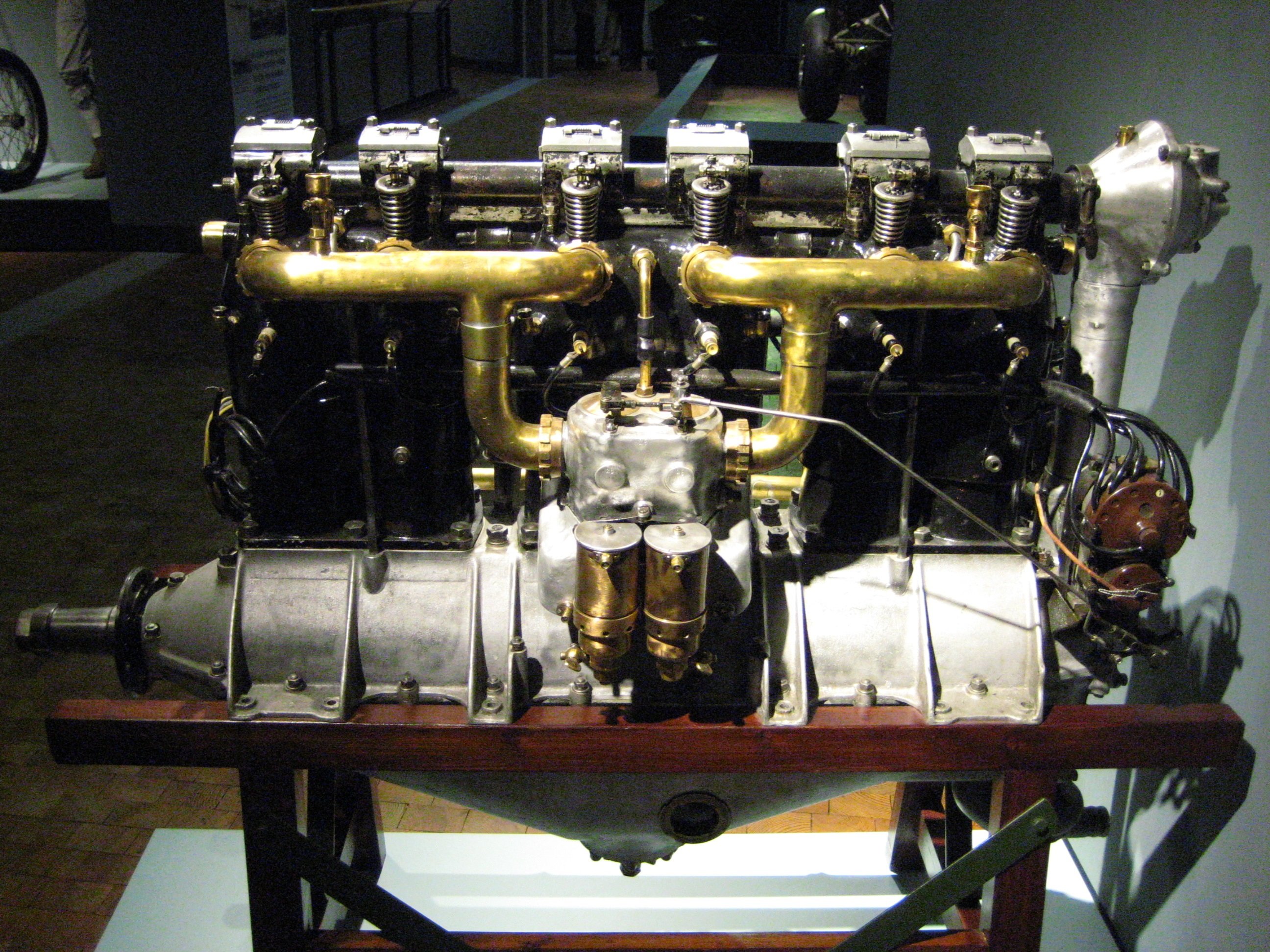
Silnik Daimler D.II

Junkers był pod każdym względem rewolucyjną i wyjątkową konstrukcją w tamtych czasach, był to dwuosobowy, jednopłatowy, wolnonośny średniopłat pokryty stalowymi blachami. Unikatową konstrukcją charakteryzowały się skrzydła pokryte stalowymi płytami, które miało niespotykany w tamtych czasach zmienny profil, dwuwypukły, gruby u nasady przy kadłubie, przechodzący w cienki, wypukło wklęsły na końcach. Kadłub prostokątny w przekroju, wykonany ze spawanych ze sobą rur stalowych pokrytych blachą. Usterzenie pionowe bezstatecznikowe. Stałe, zastrzałowe, dwugoleniowe podwozie główne oraz płoza pod ogonem samolotu. Napęd samolotu stanowił silnik rzędowy Mercedes D.II chłodzony cieczą z dwułopatowym śmigłem.